# 小田原のどか
小田原 のどか（おだわら のどか、1985年 - ）は、日本の彫刻家・美術家・評論家。出版社代表。
学位は、博士（芸術学）（筑波大学・2015年）。

## 概要
多摩美術大学美術学部彫刻学科卒業後、東京芸術大学大学院美術研究科では小谷元彦に、筑波大学大学院人間総合科学研究科では逢坂卓郎に師事した。
多摩美術大学美術学部情報デザイン学科メディア芸術コース、芸術学科、京都市立芸術大学、北海道教育大学にて講師を非常勤で務める。

## 経歴
宮城県仙台市生まれ。2004年宮城県宮城野高等学校美術科卒業、2008年多摩美術大学美術学部彫刻学科卒業2010年東京芸術大学大学院美術研究科先端芸術表現専攻修了。2015年筑波大学大学院人間総合科学研究科博士後期課程修了、「中西夏之の絵画思想 「絵画場」の形成にいたる経緯についての考察」で博士（芸術学）取得

## 著書

### 単著
- 『近代を彫刻／超克する』講談社、2021年

### 共著
- 『原爆後の70年：長崎の記憶と記録を掘り起こす』長崎原爆の戦後史をのこす会編、2016年
- 『彫刻の問題』白川昌生、金井直共著 トポフィル、2017年
- 『彫刻sculpture１：空白の時代、戦時の彫刻/この国の彫刻のはじまりへ』トポフィル、2018年
- 『彫刻2：彫刻、死語／新しい彫刻』書肆九十九、2022年
- 『近代を彫刻／超克するー雪国青森編』書肆九十九、2022年
- 『吉本隆明：没後10年、激動の時代を思考し続けるために』河出書房新社、2022年

## 展覧会

### 個展
- 「近代を彫刻／超克するー雪国青森編」（2021年、国際芸術センター青森）
- 「TOKAS-Emerging 2019『近代を彫刻／超克する』」（2019年、トーキョーアーツアンドスペース本郷）[4]
- 「小田原のどか個展　STATUMANIA 彫像建立癖」（2017年、ARTZONE）
- 「小田原のどか作品展《↓》」（2014年、同志社女子大学）

### グループ展
- 「あいちトリエンナーレ2019」（2019年、豊田市駅付近）[5]
- 「彫刻の問題」（2016年、愛知県立芸術大学サテライトギャラリー）
- 「ゲンビどこでも企画公募2015」（2015年、旧日本銀行広島支店）
- 「群馬青年ビエンナーレ2015」（2015年、群馬県立近代美術館）
- 「あなたはいま、まさに、ここにいる」（2015年、アキバタマビ21）
- 「still moving-かげうつし」（2015年、元・崇仁小学校）
- 「あなたはいま、まさに、ここにいる」（2012年、京都芸術センター）
- 「signals」（2012年、art center ongoing）
- 「floating view2　トポフィリア・アップデート」（2011年、新宿眼科画廊）

## 主な受賞歴
- トーキョーワンダーウォール2008立体部門入選（2008年）
- 第12回岡本太郎現代芸術賞入選（2009年）
- NCC2010受賞（2010年）
- 六甲ミーツ・アート芸術散歩入選（2011年）
- 群馬青年ビエンナーレ2015優秀賞（2015年）
- ゲンビどこでも公募池田修賞（2015年）
- 2018年度ALLOTMENTトラベルアワード（2018年）

## 論文
- 「戦後民主主義のレーニン像」（『世界思想』2022年春号、世界思想社）
- 「なぜ女性の大彫刻家は現れないのか? 」（『美術手帖』2021年8月号、美術出版社）
- 「モニュメンツ・マスト・フォール？：BLMの彫像削除をめぐって」（『現代思想』2020年10月臨時増刊号、青土社）
- 「不可視の記念碑」（『群像』2020年9月号、講談社）
- 「彫刻の問題：加藤典洋、吉本隆明、高村光太郎から回路を開く 」（『群像』2020年7月号、講談社）
- 「われ記念碑を建立せり：水俣メモリアルを再考する」（『現代思想』2020年2月臨時増刊号、青土社）

CiNii

## 出演
- ポリタスTV（YouTube）